# 李宝军
李宝军，中山大学物理科学与工程技术学院和光电材料与技术国家重点实验室教授，主要从事光电子器件及集成、纳米光子学及技术方面的研究工作。入选中华人民共和国教育部2008年度"长江学者"特聘教授。曾在复旦大学应用表面物理国家重点实验室从事博士后研究。